# Futanari
Futanari (jap. ふたなり, seltener: 二形, 双形, wörtlich: ‚zweierlei Formen‘, 二成, 双成, wörtlich: ‚zweierlei sein‘) ist das japanische Wort für ‚Hermaphroditismus‘, das im weiteren Sinne auch für ‚Androgynie‘ verwendet wird. Über Japan hinaus wird der Begriff als Bezeichnung eines pornographischen Genres von Computerspielen, Comics und Animationen verwendet, in denen Figuren, zugleich ausgestattet mit Vulva und Penis, als Akteure auftreten. Diese Figuren werden auch kurz Futa(s) genannt.
Der Begriff ‚Futanari‘ wird in der heutigen Umgangssprache fast nur für Personen verwendet, die ein weibliches Gesicht und weibliche Körperformen besitzen. Ebenso werden gelegentlich auch Werke dieses Genres verallgemeinernd als Futanari bezeichnet.

## Ursprung

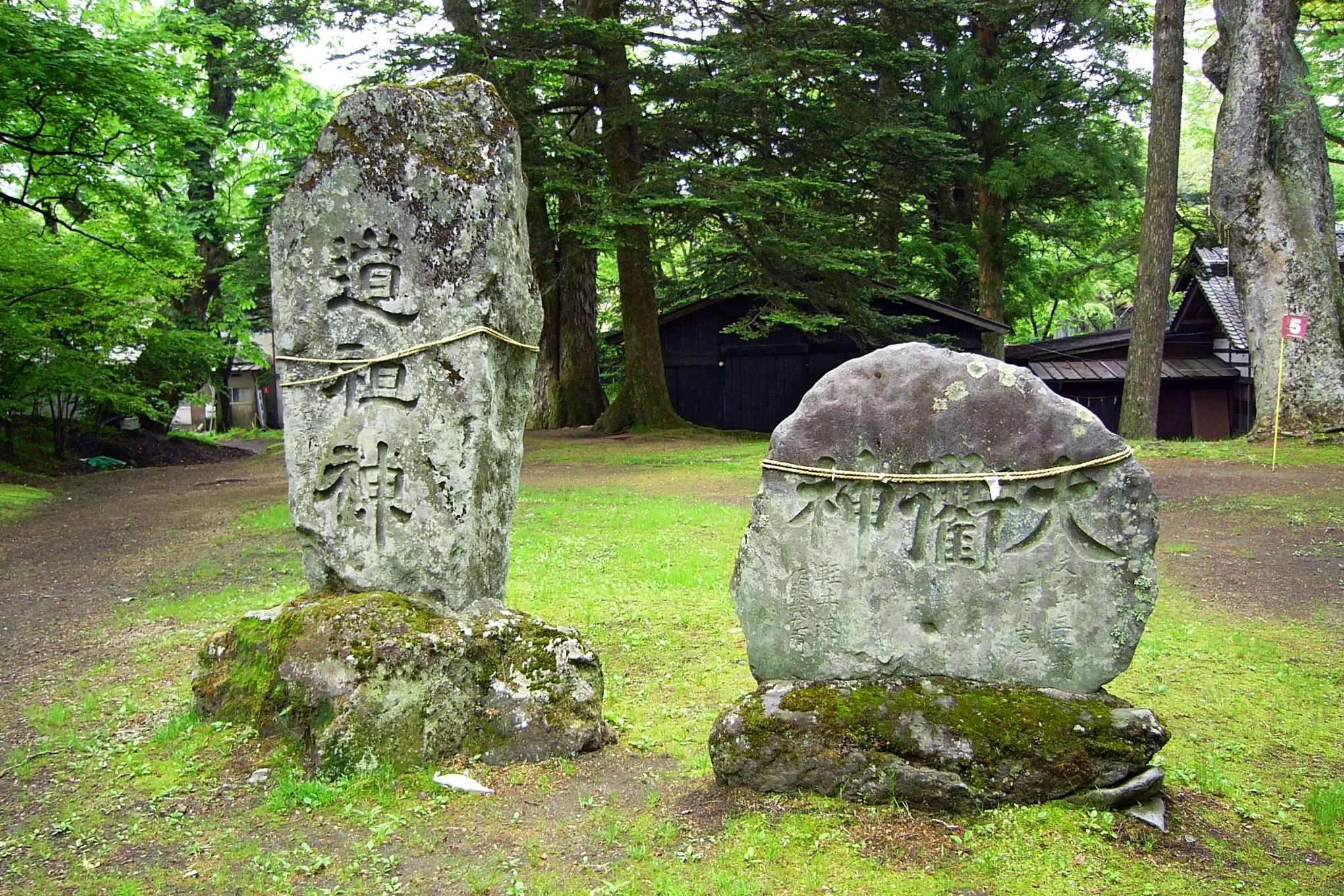
Durch Steine (mit Shimenawa) repräsentierte Dōsojin bei Karuizawa, Nagano

Wie in vielen anderen Kulturen entstanden auch im japanischen Volksglauben diverse Phantasien hinsichtlich der Geschlechtsmerkmale. So finden sich sowohl in traditionellen Gesangsstücken Hinweise darauf, dass ein Wechsel des Geschlechts nicht ausgeschlossen wurde, als auch die Verehrung des Geschlechts als Symbolisierung von Gottheiten – den Dōsojin, deren Geschlecht nicht immer eindeutig bestimmt war. Ebenfalls verbreitet war der Glaube daran, dass einige Personen in Abhängigkeit von der Mondphase ihr Geschlecht wechseln könnten. Entsprechend wurde beispielsweise der Begriff Hangetsu (半月) geprägt, der sich wörtlich als ‚halber Monat‘ bzw. ‚Halbmond‘ übersetzen lässt und für jene Wesen verwendet wurde. Als mögliche Ursache für diese Annahme wird die traditionelle Kleidung genannt, durch welche Männer und Frauen nicht so eindeutig zu unterscheiden waren wie in anderen Kulturen und Epochen. So waren die Wachposten angewiesen, entsprechende Kontrollen vorzunehmen, da Frauen bestimmte Orte nicht aufsuchen durften. Gleichzeitig finden sich Hinweise darauf, dass insbesondere das Wachpersonal gerne über diese Thematik scherzte. Ob anatomische Anomalien, wie etwa die Klitorishypertrophie, oder „seltene Fälle bei der Geschlechtsdeterminierung“, der Ausgangspunkt waren, ist jedoch ungeklärt.

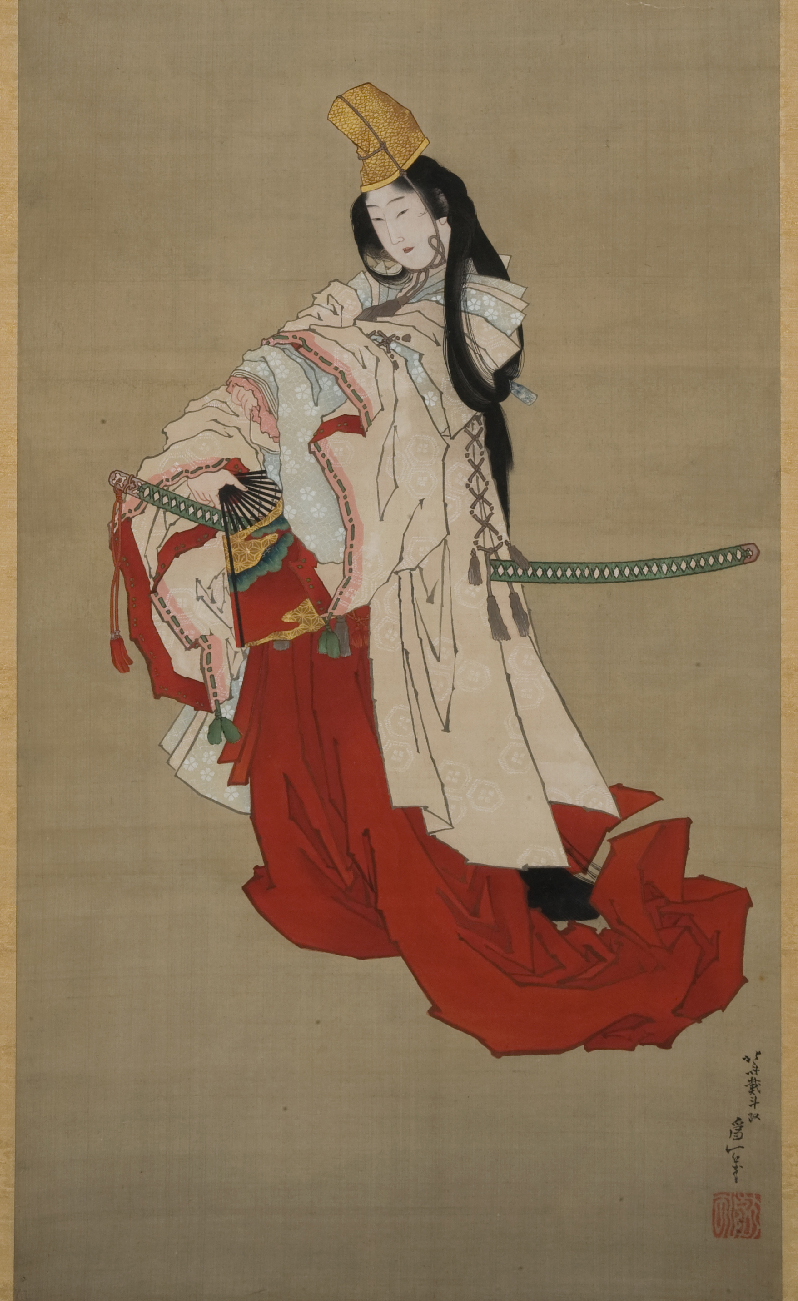
Shizuka Gozen, die Geliebte von Minamoto no Yoshitsune, als Shirabyōshi; Gemälde von Katsushika Hokusai, um 1825.

Als gesichert gilt jedoch, dass vom 12. bis 14. Jahrhundert, also gegen Ende der Heian-Zeit, Tänze von den Shirabyōshi (白拍子) aufgeführt wurden. Dabei handelte es sich um als Männer verkleidete Frauen, die zur Erheiterung des Kaiserhofs traditionelle Tänze aufführten. Dennoch sollen die Wurzeln noch viel weiter in die Anfänge des Buddhismus zurückführen. Schließlich seien dessen Gottheiten auch nicht unbedingt einem Geschlecht zuzuordnen.
Onna ka to mireba

otoko no Manosuke

futanari taira no

kore mo omokage
Sieht so aus als könnte es eine Frau sein

[aber es ist] Manosuke der Mann

Auch sein Gesicht ist androgyn

Gleicherweise [Mann und Frau]
Nach Ende der Schlacht von Sekigahara zu Beginn des 16. Jahrhunderts wurde eine gewisse Nachlässigkeit innerhalb der militärischen Lebensweise festgestellt, die von der Bevölkerung als Effemination aufgefasst wurde. Davon ausgehend wurde eine Bezeichnung als weibliche Person mit einer Diskriminierung gleichgesetzt. Dies war aber nicht generell der Fall. So wurde die feminine Seite von Darstellern oder die maskuline Erscheinung von Frauen im gewissen Rahmen sogar als positiv bewertet. Dies hatte seinen Höhepunkt in der Edo-Zeit, in der sowohl in den Reihen der Samurai als auch in der Bevölkerung ein reges Interesse an der Androgynie und den Futanari vorherrschte. So wurde beispielsweise der Schauspieler Shimada Manosuke für seine Qualitäten bei der Darbietung weiblicher Rollen mit einem Gedicht geehrt, das nebenstehenden Wortlaut hatte.
Während in der westlichen Gesellschaft Nacktheit oft ein Tabu war, kam diese Vorstellung in Japan erst in der Meiji-Zeit mit der Verwestlichung des Landes auf. Dieser Umschwung sorgte aber dafür, dass sich die japanische Gesetzgebung mit transgeschlechtlichen Themen konfrontiert sah, in deren Einklang sich hartnäckig Gerüchte über Futanari hielten. So war 1872 der Artikel 266 verabschiedet worden, der homosexuellen Geschlechtsverkehr und diesbezügliche Vergewaltigungen (強姦, Gōkan) unter Strafe stellte. Daraufhin wurden in den 1870ern und 1880ern etwa zwanzig solcher Fälle bekannt. Ungewöhnlich war dabei der Fall des 26-jährigen Inaba Kotoji, der nach seiner Festnahme 1881 preisgab, bereits seit seiner Kindheit Analverkehr gehabt zu haben. Ebenfalls wurde festgehalten, dass er sich selbst den weiblichen Namen Okoto gegeben und Frauenkleidung getragen hat. Aus diesen Gründen stufte ihn das Gericht als eine Person ein, auf „die die normalen Regelungen für Männer nicht zuträfen“. Letztlich wurde er zu einer vergleichsweise milden Strafe verurteilt, da sein Verhalten nicht der typischen Hierarchie einer Vergewaltigung entsprach – schließlich hätte er sich, wie eine Frau, selbst zur Penetration angeboten. Als Nebenerscheinung des Prozesses verbreitete sich das Gerücht, dass es sich bei ihm um einen Henjō Danshi bzw. Futanari handle. Dies betraf aber nicht nur Männer, sondern auch maskulin wirkende Frauen. So waren in Tokio die Begriffe Otoko-onna / Onna-otoko (dt. ‚Mannsweib‘) verbreitet und Beziehungen dieser Personen zu anderen Frauen wurden argwöhnisch beobachtet.
Der Artikel 266 wird darüber hinaus als erstes Gesetz benannt, bei dem sich die japanische Rechtsprechung von europäischen Normen und Moralvorstellungen beeinflussen ließ, obwohl es sich stark am chinesischen Vorbild orientierte. In der Folgezeit erlassene Gesetze trugen eine wesentlich ausgeprägtere westliche bzw. europäische Handschrift, in deren Einklang zahlreiche Zensurgesetze (vergleiche: Japanische Pornografie – Abschnitt: Zensurgesetze) erlassen wurden. Demnach war es verboten, Geschlechtsmerkmale einschließlich der Schambehaarung darzustellen. Diese Gesetze hatten jedoch keine tiefe Verwurzelung in der bis dahin sehr freizügigen Gesellschaft. Das religiöse und soziale Tabu gegen Nacktheit war, historisch gesehen, in Japan schwächer als im Westen: „Kopfkissenbücher“, die sexuelle Handlungen im Detail beschreiben, wurden in der Edo-Zeit oft verkauft. Auch noch nach der Meiji-Restauration arbeiteten Frauen und Männer oft nackt und badeten in aller Öffentlichkeit. So entwickelten sich in der Folgezeit diverse Untergrundbewegungen, innerhalb derer die Werke weiterhin unzensiert weitergegeben wurden. Unterdessen war die Unterhaltungsindustrie bemüht, die Zensur auf das notwendigste zu beschränken, was die berüchtigten Zensurbalken und Verpixelungen immer kleiner oder feiner werden ließen. Erst 1991 wurden diese Regelungen wieder gelockert, wodurch zumindest Erwachsenen wieder unzensierte Werke angeboten werden konnten.
Als Folge entstanden während der Zensur zahlreiche neue Genres, die es erlaubten, die Bestimmungen zu umgehen. Dies führte zu Kuriositäten wie beispielsweise den Tentakelvergewaltigungen (触手強姦, Shokushu Gōkan) oder dem Genre des Lolicon. Nachdem bereits in den 1980er-Jahren das Genre des Lolicon zu einem bestimmenden Faktor der japanischen Unterhaltungsindustrie geworden war, konnte nun auch Futanari in den 1990er-Jahren den Markt in vergleichbarer Weise beeinflussen und ging im Mainstream auf. Über die genauen Hintergründe, warum das Genre zu diesem Zeitpunkt populär wurde, gibt es verschiedene Theorien. Häufig wird die Nähe zum Genre des Yuri als mögliche Ursache genannt, da es eine Erweiterung dieser Thematik gewesen sei. So könne die verspielte Art einer lesbischen Beziehung mit dem harten Geschlechtsverkehr verbunden werden, was den dargestellten Akt angenehmer erscheinen ließe. Zugleich biete es dem männlichen Publikum die Möglichkeit, sich besser in das Geschehen einzufinden, als in eine rein feminine Beziehung. Ebenso dürfte die teilweise weggefallene Zensur maßgeblich dazu beigetragen haben.

## Darstellungsvarianten und Randbereiche der Definition

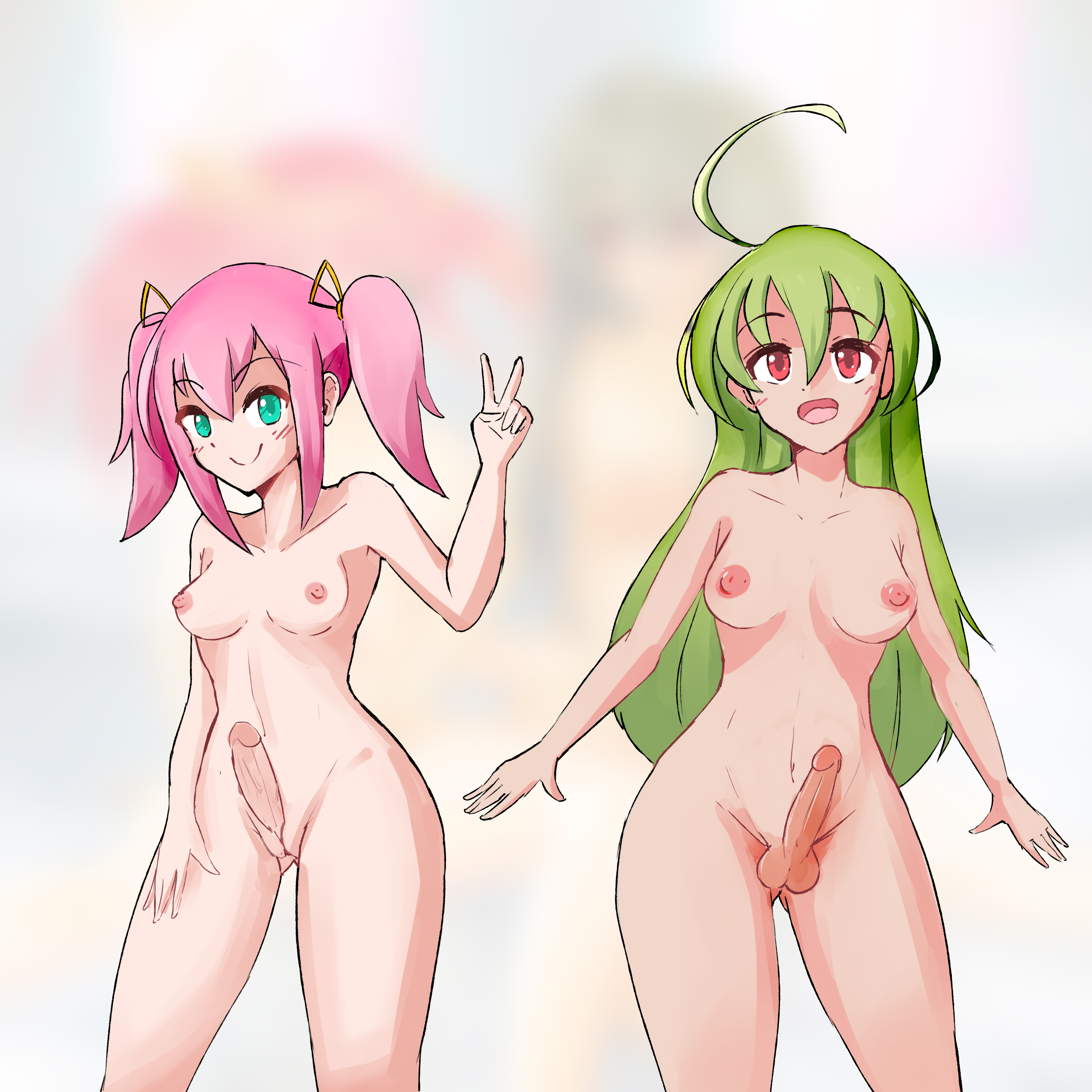
Beispielillustration für zwei Futanari-Varianten

Je nach Ursprung und Ausprägung der Geschlechtsorgane können mehrere Varianten beschrieben werden. So existieren Hermaphroditen im strengen Sinne, die also männliche wie weibliche Geschlechtsorgane besitzen. Sie stellen den Großteil der illustrierten Figuren und zeichnen sich durch ein meist üppiges weibliches Erscheinungsbild aus, das dem Idealbild einer Frau nachempfunden ist. Die Darstellung der Geschlechtsmerkmale variiert hingegen. So können die Hoden auch ausgelassen werden, was jedoch im Allgemeinen keinen Einfluss auf die nachgesagte Zeugungsfähigkeit hat. In vielen der Darstellungen dieses Typus werden Elemente des Yuris eingebaut. Dabei steht eine lesbische Liebesbeziehung im Vordergrund, die aber um den Aspekt des „Nachfühlens“ durch den männlichen Betrachter erweitert wird. Parallel dazu sind Beziehungen zu männlichen Partnern anzutreffen, wobei diese in der Regel das Geschehen bestimmen und sich nicht von dem erigierten Glied abgeschreckt sehen.
Ebenso sind Frauen mit penisartig vergrößerter Klitoris anzutreffen. Diese fallen allerdings in den Randbereich der Definition und es gibt keine klare Abgrenzung, ob diese Variante klassisch als Futanari zu bezeichnen ist, da sie einem chinesischen Volksglauben entspringt. Dennoch finden sich auch solche Darstellungen in aktuellen Werken. Ein Beispiel dafür ist der Anime La Blue Girl, in dem die anschwellende Klitoris von einer weiblichen Ninja sogar im sexuellen Kampf als Waffe verwendet wird.
Für Werke, die statt der Stilelemente von Manga und Anime westliche Elemente verwenden, sind im englischen Raum die Begriffe Dickgirl, Shemale – die, wie die deutschsprachige Bezeichnung Schwanzweib, als vulgär angesehen werden – und New Half verbreitet. Diese wurden jedoch auch in den japanischen Wortschatz mit aufgenommen. Bei dem Dickgirl handelt es sich um eine Ausprägung, die anstelle der Vagina nur mit einem Penis ausgestattet ist. Innerhalb der Szene ist man sich unterdessen nicht ganz einig, ob das Dickgirl ebenfalls zu den Futanari gezählt werden sollte. Schließlich besitzt es ein eher männliches Erscheinungsbild und übernimmt in Beziehungen auch Männern gegenüber häufig die dominante Rolle und penetriert diese. New Half oder Shemale bezeichnen hingegen Transfrauen, die sich zwar einer Hormonbehandlung unterzogen haben, aber keiner geschlechtsangleichenden Operation. Sie werden in der japanischen Umgangssprache ebenfalls als Futanari bezeichnet, jedoch als außerhalb des Genres betrachtet.

### Hang zur Übertreibung
In vielen Werken, die dem Hentai zuzuordnen sind, wird die Möglichkeit wahrgenommen, geschlechtsbestimmende Merkmale und Vorgänge besonders auffällig darzustellen. Auch in Abbildungen von Futanari wird diese Eigenart forciert, sodass der Penis teils absurde, anatomisch unmögliche Ausmaße annehmen kann. So ist die Darstellung der Autofellatio nicht selten anzutreffen, wobei sich die gezeichneten Figuren dazu keine Mühe geben müssen. Unabhängig von der Größe des Penis und der Hoden sind in solchen Szenen einige Futanari in der Lage, unglaubliche Mengen an Sperma freizusetzen. Bildreich umschreibt Lucy Moore im Student Life, bezogen auf Hentai im Allgemeinen, dass in solchen Szenen die Figuren in der Lage wären, mit ihrem Sperma ganze Räume zu bedecken. In den Zeichnungen äußert sich dies zum Teil in der Art, dass die Figuren kaum noch sichtbar sind.

“In a common hentai video, the viewer will notice a few things: larger than possible—even with plastic surgery—breasts on women (Bakunyū), whale-sized penises on males and transsexuals, tentacle projections used in erotic performance, incredible amounts of sperm often covering whole rooms, hermaphroditic characters with enlarged female and male parts (futanari), and/or Lolita/amateur characters (lolicon).”

„In einem üblichen Hentai-Video wird der Betrachter ein paar Dinge bemerken: Unmöglich große – selbst mit plastischer Chirurgie – Brüste bei Frauen (Bakunyū), walgroße Penisse bei Männern und Transsexuellen, Abbildungen von Tentakeln in erotischen Darbietungen, unglaubliche Mengen an Sperma, die häufig ganze Räume füllen, hermaphrodite Charaktere mit vergrößerten weiblichen und männlichen Geschlechtsteilen (Futanari) und/oder Lolita/Amateur-Figuren (Lolicon).“

Darüber hinaus finden sich auch Werke, in denen Futanari mehrere Penisse besitzen, was auch zur Darstellung des Geschlechtsaktes mit mehreren Partnern oder der Doppelpenetration durch eine Person genutzt wird.

## Werke
Da es sich bei Futanari um ein Genre handelt, das primär an ein erwachsenes Publikum gerichtet und stark in der Pornographie verwurzelt ist, finden sich Futanari nur sehr selten in Werken wieder, die ein breites Publikum ansprechen sollen. Außerdem ist es hauptsächlich nur in Japan populär und erreichte erst mit der zunehmenden Ausbreitung des Internets auch ein interessiertes ausländisches Publikum. Dennoch erwarben einige Werke schon im Vorfeld dieser Entwicklung weitreichende Bekanntheit. Zu ihnen gehört der Manga La Blue Girl und dessen Adaptionen. Er erzählt von einer weiblichen Ninja, die gegen Dämonen kämpfen muss, wobei Kämpfe nicht durch pure Gewalt entschieden werden können. Stattdessen dient eine sexuelle Auseinandersetzung als Mittel der Wahl, wobei derjenige seine Kräfte verliert, der zuerst einen Orgasmus bekommt. Hierbei bedient sich die Protagonistin Miko Midō ihrer stark anschwellenden Klitoris, womit sie insbesondere im Kampf gegenüber weiblichen Gegnern einen Vorteil hat. Ebenfalls weit verbreitet im amerikanischen und europäischen Raum ist der Manga Hot Tails, der laut Jason Thompson das einem westlichen Publikum wohl bekannteste Werk mit Futanari in der Hauptrolle sein soll.
In jüngerer Zeit sorgte das Computerspiel Nier für Aufregung, da der Charakter Kainé als Hermaphrodit erkannt und auf Nachfrage vom Produzenten als solcher bestätigt wurde. Ihm zufolge sei gerade dies das Interessante an der Figur und könne deren ungewöhnliche Verhaltensweisen erklären. Ein weiterer außerhalb Japans bekannter Vertreter der Computerspiele ist Bible Black und seine Adaptionen. Diese Reihe konzentriert sich aber nicht auf Futanari als Genre, sie ist nur eine Begleiterscheinung.
Trotz einiger bekannter Werke lässt sich der Großteil der Futanari den Dōjinshi zuordnen, deren Außenwirkung auf die Szene beschränkt ist. Allein schon deshalb, weil es sich bei vielen der Dōjinshi streng genommen um Urheberrechtsverletzungen handelt, die aber weitgehend geduldet werden. Dennoch gibt es einige bekanntere Künstlergruppen oder Einzelkünstler mit Originalwerken. Zu ihnen zählen Behind Moon, Aizo (Kesson Shōjo) oder auch AskRay (Bosshi).
Wesentlich stärker verbreitet sind Futanari in Erogēs. Diese Form von Computerspielen erreicht allerdings nur selten ausländisches Publikum, da den Publishern der Aufwand einer Übersetzung im Vergleich zu Animes und Mangas zu groß ist. So sind aufgrund des finanziellen Risikos nur vereinzelt Übersetzungen anzutreffen.
Neben den Darstellungen in gezeichneten Werken finden sich auch pornografische Filme mit ‚Futanaris‘ in der Hauptrolle. Bei den Schauspielern handelt es sich in aller Regel um Frauen, die mit einer möglichst echt wirkenden Penisattrappe ausgestattet sind.

## Verwandte Genres
Während sich Futanari überwiegend nur in pornografischen Werken wiederfinden, haben sich in nicht dem Hentai zuzuordnenden Mangas und Animes die verwandten Genres des Gender bender und Cross-Dressing durchgesetzt. Ergänzt werden sie durch androgyne Charaktere, deren Geschlecht nicht genannt wird und auch bewusst nicht eindeutig erkennbar ist. Hauptsächlicher Unterschied zu diesen ist, dass die Figuren stets nur ein oder kein Geschlecht aufweisen, während Futanari über beide gleichzeitig verfügen.
Als Gender bending (wörtl. ‚Geschlechtsverbiegen‘) wird eine aktive Form des Geschlechterrollenwechsels bezeichnet, die sich auch in der visuellen Darstellung niederschlägt. Dabei wird ein entsprechender Gegenpart zu einer Figur geschaffen, die sich dessen nicht bewusst sein muss, aber kann. Dieses Phänomen findet sich in zahlreichen Werken und Adaptionen von Fans wieder. Es wird überwiegend als Grundlage humoristischer Szenen genutzt, da sich die Charaktere mit einer ihnen ungewohnten sozialen Rolle konfrontiert sehen. Zwei typische Beispiele sind die Franchises Ranma ½ oder Kämpfer, in denen die Hauptfiguren wiederholt ihr Geschlecht von männlich nach weiblich wechseln und sich daraus zahlreiche Probleme ergeben. Außerhalb des professionellen Umfeldes entwickelte sich beispielsweise die Figur Kyonko, die eine weibliche Adaption von Kyon darstellt, obwohl dieser im ursprünglichen Werk Suzumiya Haruhi no Yūutsu stets männlich war.
Parallel finden sich in einem gewissen Teil der Produktionen sowohl Formen des Cross-Dressing als auch des Transvestitismus wieder. Bei ersterer soll die Verkleidung hauptsächlich der komödiantischen Auseinandersetzung dienen. Ein Beispiel dafür ist der Manga und Anime Working!!, in welchem der männliche Protagonist im Umfeld einer Mitarbeiterin, die unter Androphobie (der Angst vor Männern) leidet, sich gezwungen sieht, als Frau zu verkleiden. Zu seinem Ungemach finden das die anderen Bediensteten überaus anziehend und zwingen ihm das Kostüm wiederholt auf. Transvestiten werden hingegen regelmäßig als überaus bewegte „Vaterfiguren“ dargestellt. Als prominentes Beispiel kann hier der Animefilm Tokyo Godfathers von Satoshi Kon genannt werden.
Ebenso finden sich androgyne Figuren, deren Geschlecht offenbleibt oder auf den ersten Blick nicht zu erkennen ist. Ein Beispiel dafür ist Hideyoshi Kinoshita aus Baka to Test to Shōkanjū, der sich zwar selbst als Mann sieht, aber wegen seines Aussehens und seiner Kleidung von den anderen Figuren immer wieder für eine Frau gehalten wird. Dies führt so weit, dass er zum Umziehen in die Damenumkleide geschickt wird, was er aber zu Recht stets verweigert. Letztlich wird er in eine ganz eigene Kabine geschickt, da „er ein ganz eigenes Geschlecht sei“. In Fankreisen werden solche Figuren als Trap (dt. ‚Falle‘) bezeichnet, da sie auf den ersten Blick weiblich aussehen, der Betrachter bei näherer Recherche jedoch feststellen muss, dass er auf einen Mann hereingefallen ist. Für den entgegengesetzten Fall ist der Begriff Reverse Trap gebräuchlich.